# Guy Mitchell
Guy Mitchell (ur. 22 lutego 1927 w Detroit, zm. 1 lipca 1999 w Las Vegas) – amerykański piosenkarz popowy.

## Wyróżnienia
Posiada swoją gwiazdę na Hollywoodzkiej Alei Gwiazd.